# Brasiliens præsidenter
Brasiliens præsidenter dækker over Brasiliens statsoverhoveder siden den gamle republiks fødsel i 1889 og frem til i dag og tæller 42 præsidenter.

## Gamle republik
I 1889 blev republikken udråbt i et kup leder af Marskal Deodoro da Fonseca, som gik imod den brasilianske kejser, Dom Pedro 2. og skabte en provisorisk regering. To år senere, i 1891, blev forfatningen skrevet baseret på statsformen og forfatning i USA og landet selv kom til at hedder Republikken af de Forenede Stater i Brasilien. Deodoro blev valgt som den som konstitutionelt præsident af den midlertidige kongres senere samme år kort efter underskrivelsen af forfatningen, men han gik af 10 måneder senere efter han i et statskup havde afsat kongressen og dette blev afvist. Deodoros vicepræsident, Floriano Peixoto, der var modstander af kuppet, blev i stedet indsat. Piexoto blev efterfulgt af den første valgte præsident i Brasilien, Prudente de Morais.
Selvom Brasilien teoretisk set var et konstitutionelt demokrati, så var den Gamle Republik karakteriseret ved magten hos de regionale oligarkier og præsidenten skulle skiftevis komme fra staten São Paulo henholdsvist Minas Gerais. Stemme-afgivningen på landet blev kontrolleret af den lokale herremand og mindre end 6% af befolkningen havde stemmeret, da blandt andet analfabetisme var meget udbredt samt en direkte forhindring for at måtte stemme.
I 1930, da Brasilien led under følgerne af Wall Street-krakket i 1929, brød en revolution ud og den Gamle Republik ophørte. Præsident Washington Luiz, som blev støttet af oligarkierne i São Paulo, brød reglen om skiftevist præsidentstyre med Minas og støttede Júlio Prestes, der også var fra São Paulo. Prestes vandt valget, men Washington Luiz blev afsat 3 uger inden afslutningen af hans embedsperiode og Prestes blev aldrig indsat.
| #  | Præsident                  | Præsident          | Indsat            | Afsat             | Vicepræsident(er)             | Noter |
| -- | -------------------------- | ------------------ | ----------------- | ----------------- | ----------------------------- | --- |
| 1  | Marskal Deodoro da Fonseca | Deodoro da Fonseca | 15. november 1889 | 23. november 1891 | Floriano Peixoto              | Førte an i udkåringen af Republikken. Sad som Chef for den Provisoriske Regering fra november 1889 til februar 1891. I denne rolle udskrev han valget af den kommende forfatning, som blev vedtaget 24. februar 1891. Efter vedtagelsen af forfatningen blev den provisoriske regering den første lovgivende forsamling i republikken i en 4-årig periode. Ydermere ved overgangen til den nye forfatning skulle forsamlingen vælge en præsident og en vicepræsident som deres allerførste opgave. Her blev Fonseca i rollen som regeringschef valgt også som præsident, og tætteste modstander, Marskal Floriano Peixoto, blev valgt som vicepræsident. Begge blev indsat umiddelbart efter valget af dem d. 25. februar 1891. Deodoro var ikke den naturlige valgt blandt de mange civile politikere, men der var stærkt støtte til hans valg og pres fra hærstyrkerne, som havde stået ham bi under statskuppet. I november 1891 var den nye præsident under stærk modstand fra kongressen, og Deodoro forsøgte at afsætte kongressen, hvilket han dog ikke havde magt til under forfatningen. Hans statskup varede flere uger, men oppositionen mod hans hjemmelavede styre blev sidenhen støttet af hæren, og han blev tvunget til at gå af. Hans dekret der afsatte kongressen samt øvrige dekreter underskrevet af ham efter denne opløsning som var forfatningsstridige blev alle annulleret af hans efterfølger. |
| 2  | Marskal Floriano Peixoto   | Floriano Peixoto   | 23. november 1891 | 15. november 1894 |                               | Indsat efter Deodoros afgang |
| 3  | Prudente de Morais         | Prudente de Morais | 15. november 1894 | 15. november 1898 | Manuel Vitorino               | Første valgt præsident i Brasilien |
| 4  | Campos Sales               | Campos Sales       | 15. november 1898 | 15. november 1902 | Rosa e Silva                  | |
| 5  | Rodrigues Alves            | Rodrigues Alves    | 15. november 1902 | 15. november 1906 | Silviano Brandão Afonso Pena  | |
| 6  | Afonso Pena                | Afonso Pena        | 15. november 1906 | 14. juni 1909     | Nilo Peçanha                  | Døde på posten |
| 7  | Nilo Peçanha               | Nilo Peçanha       | 14. juni 1909     | 15. november 1910 |                               | Indsat efter Penas død |
| 8  | Marshal Hermes da Fonseca  | Hermes da Fonseca  | 15. november 1910 | 15. november 1914 | Venceslau Braz                | |
| 9  | Venceslau Braz             | Venceslau Braz     | 15. november 1914 | 15. november 1918 | Urbano Santos                 | |
| 10 | Rodrigues Alves            | Rodrigues Alves    |                   |                   | Delfim Moreira                | Døde inden indsættelse |
| 11 | Delfim Moreira             | Delfim Moreira     | 15. november 1918 | 28. juli 1919     |                               | Indsat efter Rodrigues Alves' død. |
| 12 | Epitacio Pessoa            | Epitacio Pessoa    | 28. juli 1919     | 15. november 1922 | Delfim Moreira Bueno de Paiva | |
| 13 | Artur Bernardes            | Artur Bernardes    | 15. november 1922 | 15. november 1926 | Estacio Coimbra               | |
| 14 | Washington Luiz            | Washington Luiz    | 15. november 1926 | 24. oktober 1930  | Melo Viana                    | Blev styrtet samme med hans vicepræsident tre uger inden udgangen af hans embedsperiode. Efter hans afsættelse blev han tvunget til at underskrive en officiel afgang. Revolutionen i 1930 indførte en ny provisorisk regering, og den Gamle Republik ophørte. |
| 15 | Julio Prestes              | Julio Prestes      |                   |                   | Vital Soares                  | Valgt præsident, blev aldrig indsat grundet 1930-revolutionen. |

## Vargas-æraen
| #  | Præsident               | Præsident      | Indsat           | Afsat            | Vicepræsident(er)            | Noter |
| -- | ----------------------- | -------------- | ---------------- | ---------------- | ---------------------------- | --- |
| 16 | General Augusto Fragoso |                | 24. oktober 1930 | 3. november 1930 |                              | Provisorisk militær junta efter 1930-revoluitionen. Juntaen gav sidenhen magten til den civile Getúlio Vargas, revolutionslederen, efter hans ankomst til hovedstaden fra hans hjem i staten Rio Grande do Sul.       |
| 16 | Menna Barreto           |                | 24. oktober 1930 | 3. november 1930 |                              | Provisorisk militær junta efter 1930-revoluitionen. Juntaen gav sidenhen magten til den civile Getúlio Vargas, revolutionslederen, efter hans ankomst til hovedstaden fra hans hjem i staten Rio Grande do Sul.       |
| 16 | Isaías de Noronha       |                | 24. oktober 1930 | 3. november 1930 |                              | Provisorisk militær junta efter 1930-revoluitionen. Juntaen gav sidenhen magten til den civile Getúlio Vargas, revolutionslederen, efter hans ankomst til hovedstaden fra hans hjem i staten Rio Grande do Sul.       |
| 17 | Getúlio Vargas          | Getúlio Vargas | 3. november 1930 | 29. oktober 1945 | Posten blev afskaffet i 1934 | Chef for den provisoriske regeringer fra 1930 til 1934, præsident valgt af parlamentet fra 1934 til 1937, diktator af Estado Novo (Den Nye Stat) efter statskuppet 10. november 1937 til 1945 med titel af præsident. |
| 18 | José Linhares           | José Linhares  | 29. oktober 1945 | 31. januar 1946  |                              | Brasiliens Højesterets præsident. Blev indsat som præsident efter et militært oprør mod diktator Getúlio Vargas. Under hans provisoriske administration blev det demokratiske system genetableret.                    |

## Republikken af 1946
I 1945 blev Vargas afsat ved et militærkup anført af to af hans tidligere støtter. Ikke desto mindre blev han siden da genvalgt som præsident og hans indflydelse på brasiliansk politik forblev meget stor helt indtil opløsningen af den Anden Republik. I denne periode var der tre partier, der dominerede Brasiliens politik. To af dem var Vargas-støtter – det venstreorienterede PTB samt den centrum-højre-orienterede PSD – samt UDN, der var imod Vargas.
Denne periode var meget ustabil. I 1954 begik Vargas selvmord under en krise, der truede hans regering, og han blev efterfulgt af en serie præsidenter, der alle sad i korte perioder. I 1961 blev den første præsident fra UDN valgt, Jânio Quadros, som gik af 7 måneder efter. Dengang blev præsidenten og vicepræsidenten valgt uafhængigt af hinanden. Vicepræsidenten var Quadros' politiske modstander, den venstre-orienterede João Goulart. En kortvarig krise fandt sted og løsningen var et parlamentarisk system, i hvilket Goulart blev indsat som statsoverhoved med begrænset magt. I 1963 blev det præsidentielle system genindført og sidenhen blev Goulart afsat ved et militærkup i 1964 som indførte det militære diktatur.
| #  | Præsident            | Præsident            | Indsat            | Afsat             | Vicepræsident(er) | Noter |
| -- | -------------------- | -------------------- | ----------------- | ----------------- | ----------------- | --- |
| 19 | Marskal Gaspar Dutra | Gaspar Dutra         | 31. januar 1946   | 31. januar 1951   | Nereu Ramos       | |
| 20 | Getúlio Vargas       | Getúlio Vargas       | 31. januar 1951   | 24. august 1954   | Café Filho        | Demokratisk valgt. Hans modstandere beskyldte ham for at planlægge at genindføre diktatur og startede derfor en belejring af præsidentpaladset for at få ham til at gå af. Hans støtter kaldte det et statskup og at han ingen planer havde om at være diktator. Efter han mistede støtter blandt medlemmer af kabinettet, som ikke ville have landet ud i borgerkrig og med udsigten til at blive afsat ved magt inden for få timer, trak Vargas sig tilbage til sit soveværelse og skød sig selv med et håndvåben. Hans selvmord stoppede det militære oprør, og hans vicepræsident efterfulgte ham på posten. Nogle mener at Vargas' selvmord udsatte det kommende militære regime i Brasilien med 10 år. |
| 21 | Café Filho           | Café Filho           | 24. august 1954   | 9. november 1955  |                   | Indsat efter Vargas' selvmord. Et år senere erklærede han sig selv "midlertidigt uegnet til at udføre opgaverne som præsident" grundet helbredsproblemer. Hans forsøg på at få posten igen efter Carlos Luz' afsættelse blev forhindret af lederne af kontra-kuppet, som afsatte Luz. |
| 22 | Carlos Luz           | Carlos Luz           | 9. november 1955  | 11. november 1955 |                   | Underhusets præsident, indsat efter Café Filhos afgang. Der spekuleres i, at Filho ikke selv ville føre et kup mod den kommende valgte præsident, Kubitschek, der skulle have posten i 1956, og derfor overgav han posten til Luz, så han kunne lede et sådant kup. To dage efter at have taget posten, blev Luz dog afsat ved et kontrakup, som også afholdt Filho fra at vende tilbage til posten. |
| 23 | Nereu Ramos          | Nereu Ramos          | 11. november 1955 | 31. januar 1956   |                   | Senatats præsident, indsat efter afsættelsen af Luz. Han sikrede Kubitscheks kommende indsættelse. |
| 24 | Juscelino Kubitschek | Juscelino Kubitschek | 31. januar 1956   | 31. januar 1961   | João Goulart      | Under hans første år på posten nedkæmpede Kubitschek et mindre militært oprør som havde til formål at vælte ham fra posten. |
| 25 | Jânio Quadros        | Jânio Quadros        | 31. januar 1961   | 25. august 1961   | João Goulart      | Trak sig tilbage efter 7 måneder på posten. |
| 26 | Ranieri Mazzilli     | Ranieri Mazzilli     | 25. august 1961   | 7. september 1961 |                   | Senatets præsident, provisorisk præsident inden Goularts indsættelse. Vicepræsident Goulart besøgte Kina da Quadros afgik fra posten. Forfatningen krævede at den præsidentielle ed blev afsagt foran en samlet kongres. Det er derfor Mazzilli blev indsat som præsident indtil Goulart kom tilbage til landet og kunne fremføre eden foran kongressen. Efter Jânios mystiske afgang, var mange politiske fraktioner imod Goularts indsættelse, og forsøgte at tage magten inden hans tilbagekomst fra Kina. Guvernøren af staten Rio Grande do Sul og en del af de væbnede styrker svor dog at beskytte vicepræsidenten forfatningssikrede ret, og en borgerkrig var tæt på at bryde ud. Selv efter Goularts tilbagekomst blev kongressens samling, der var nødvendig for hans indsættelse, forsinket i flere dage indtil man enedes om et kompromis og et forfatningstillæg blev formuleret, så præsidentens ret blev indskrænket. |
| 27 | João Goulart         | João Goulart         | 7. september 1961 | 1. april 1964     |                   | Efter Jânios afgang og inden Goulart kunne indtage posten, blev et forfatningstillæg vedtaget, som indførte et parlamentarisk system i regeringen og dermed svækkede præsidentens reelle magt. Det præsidentielle system blev genindført i 1964. Goulart blev afsat ved et militærkup. |

## Det militære diktatur
| #                                 | Præsident                 | Præsident         | Indsat           | Afsat            | Vicepræsident(er)            | Noter |
| --------------------------------- | ------------------------- | ----------------- | ---------------- | ---------------- | ---------------------------- | ----- |
| 28                                | Ranieri Mazzilli          | Ranieri Mazzilli  | 2. april 1964    | 15. april 1964   |                              |       |
| 29                                | Marshal Castelo Branco    | Castelo Branco    | 15. april 1964   | 15. marts 1967   | José Maria Alckmin           |       |
| 30                                | Marshal Costa e Silva     |                   | 15. marts 1967   | 31. august 1969  | Pedro Aleixo                 |       |
|                                   | Admiral Augusto Rademaker |                   | 31. august 1969  | 30. oktober 1969 |                              |       |
| General Aurélio Lyra              |                           |                   | 31. august 1969  | 30. oktober 1969 |                              |       |
| Brigadier Márcio de Souza e Mello |                           |                   | 31. august 1969  | 30. oktober 1969 |                              |       |
| 31                                | General Garrastazú Medici | Garrastazú Medici | 30. oktober 1969 | 15. marts 1974   | Augusto Rademaker            |       |
| 32                                | General Ernesto Geisel    | Ernesto Geisel    | 15. marts 1974   | 15. marts 1979   | Adalberto Pereira dos Santos |       |
| 33                                | General João Figueiredo   | João Figueiredo   | 15. marts 1979   | 15. marts 1985   | Aureliano Chaves             |       |

## Den nye republik
Efter 1980, i den kolde krigs slutfase, påbegyndte militærregeringen en gradvis proces mod mere politisk åbenhed og med egentligt demokrati som endemål. Processen gik under navnet abertura. På trods af denne proces blev der ikke udskrevet præsidentvalg, da den sidste militærpræsidents embedsperiode udløb. 
Tancredo Neves, der var premierminister i João Goularts periode som præsident, blev valgt til kandidat for PMDB, det store oppositionsparti. Han havde bred politisk opbakning selv fra en stor del af militærpræsidenternes støtteparti ARENA. Tancredo blev godkendt af Valgkollegiet, men døde inden sin edsaflæggelse. Den første civilistpræsident siden 1964 blev derfor Tancredos joggingkammerat, José Sarney, der selv var forhenværende medlem af ARENA. I 1988 vedtog man en ny demokratisk forfatning og sikrede dermed den demokratiske styreform. 
I 1989 afholdtes de første præsidentvalg efter den nye forfatning, og den unge Fernando Collor blev valgt for en embedsperiode på fem år. Han var den første præsident, der blev valgt ved direkte folkeafstemning siden militærkuppet. Han blev officielt taget i ed i 1990, og i 1992 blev han som den første brasilianske præsident anklaget for korruption.
In 1995 blev Fernando Henrique Cardoso taget i ed for en embedsperiode på fire år, og takket være en forfatningsændring i 1997 blev han den første præsident i Brasilien, der opnåede genvalg. 
I 2011 blev Dilma Rousseff taget i ed som den første kvindelige præsident.
| #  | Præsident                 | Præsident                 | Indsat                                                  | Afsat             | Vicepræsident(er)                                    | Noter |
| -- | ------------------------- | ------------------------- | ------------------------------------------------------- | ----------------- | ---------------------------------------------------- | ----- |
| 34 | Tancredo Neves            | Tancredo Neves            |                                                         |                   | José Sarney                                          |       |
| 35 | José Sarney               |                           | 15. marts 1985                                          | 15. marts 1990    |                                                      |       |
| 36 | Fernando Collor           |                           | 15. marts 1990                                          | 2. oktober 1992   | Itamar Franco                                        |       |
| 37 | Itamar Franco             |                           | 2. oktober 1992                                         | 1. januar 1995    |                                                      |       |
| 38 | Fernando Henrique Cardoso | Fernando Henrique Cardoso | 1. januar 1995                                          | 1. januar 2003    | Marco Maciel                                         |       |
| 39 | Luiz Inácio Lula da Silva | Luiz Inácio Lula da Silva | 1. januar 2003                                          | 1. januar 2011    | José Alencar                                         |       |
| 40 | Dilma Vana Rousseff       | Dilma Vana Rousseff       | 1. januar 2011                                          | 31 .august 2016   | Michel Temer Fungerende præsident siden 12. maj 2016 |       |
| 41 | Michel Temer              |                           | Fungerende præsident siden 12. maj 2016 31. august 2016 | 31. december 2018 |                                                      |       |
| 42 | Jair Bolsonaro            |                           | 1. januar 2019                                          | 1. januar 2023    | Hamilton Mourão                                      |       |
| 43 | Luiz Inácio Lula da Silva | Luiz Inácio Lula da Silva | 1. januar 2023                                          |                   | Geraldo Alckmin                                      |       |